# Clackmannanshire

Clackmannanshire (skotsk: Clackmannanshire; skotsk gælisk: Siorrachd Chlach Mhannainn) er en af de 32 kommuner eller enhedslig myndigheder council areas i Skotland og et statholderskab. Det grænser op til Stirling, Fife og Perth and Kinross og det historiske county af Perthshire, Stirlingshire og Fife.
Navnet består af elementer fra tre sprog. Det første element er fra skotsk gælisk: Clach, der betyder "Sten". Mannan er afledt af det brythonske navn for Manaw, den jernalderstamme der boede i området. Det sidste element er det engelske ord for shire. Det Storbritanniens mindste historiske county, og bliver ofte omtalt som "The Wee County". Den skrevne navn, Clackmannanshire, bliver ofteforkortet til Clacks.

## Byer og landsbyer
- Alloa
- Alva
- Cambus
- Clackmannan
- Coalsnaughton
- Devonside
- Dollar
- Fishcross
- Forestmill
- Glenochil
- Inglewood
- Kennet
- Menstrie
- Muckhart (historisk Perthshire)
- Sauchie
- Solsgirth
- Tillicoultry
- Tullibody

## Seværdigheder
- Alloa Tower
- Auchinbaird Windmill
- Ben Cleuch
- Broomhall Castle
- Brucefield House
- Castle Campbell
- Clackmannan House
- Harviestoun Brewery
- Gartmorn Dam
- Gean House
- Menstrie Castle
- Tullibody Old Kirk